# Saint-Front-d'Alemps
Saint-Front-d'Alemps är en kommun i departementet Dordogne i regionen Nouvelle-Aquitaine i sydvästra Frankrike. Kommunen ligger i kantonen Brantôme som tillhör arrondissementet Périgueux. År 2022 hade Saint-Front-d'Alemps 252 invånare.

## Befolkningsutveckling
Antalet invånare i kommunen Saint-Front-d'Alemps
Referens:INSEE